# Michael A. Jackson
Michael Anthony Jackson (16 de febrero de 1936), conocido como Michael A. Jackson, es un científico de la computación británico y consultor informático independiente en Londres, Inglaterra. También tiene una posición como profesor investigador visitante en la universidad abierta de Reino Unido.

## Biografía
Michael A. Jackson nació en Birmingham, es hijo de Montagu M. Jackson y Bertha (Green) Jackson. Se educó en la Harrow School en Harrow, Londres, Inglaterra. Allí recibió clases de Christopher Strachey y escribió su primer programa bajo la orientación de Strachey. De 1954 a 1958, estudió clásicos (conocidos como "Grandes") en Merton College, Oxford;  un compañero de estudios, dos años más avanzado que él, era CAR Hoare. Compartían el interés por la lógica, que se estudiaba como parte de "Greats" en Oxford.
Después de graduarse en 1961, Jackson comenzó como diseñador informático y consultor para Maxwell Stamp Associates en Londres. En este lugar diseñó, codificó y probó sus primeros programas para computadoras IBM y Honeywell, trabajando bajo el lenguaje ensamblador. Fue aquí donde Jackson descubrió su vocación, como recordó en 2000, «Aunque era un diseñador cuidadoso (dibujaba diagramas de flujo meticulosos antes de codificar) y un probador de software concienzudo, me di cuenta de que el diseño de programas era difícil y que los resultados estaban propensos a errores...». El diseño del sistema de información necesitaba un enfoque estructurado.
En 1964, Jackson se unió a la nueva firma de consultoría John Hoskyns and Company en Londres antes de fundar su propia empresa llamada Michael Jackson Systems Limited en 1971. En la década de 1960, inició su búsqueda de una «forma más confiable y sistemática de programar».  Contribuyó al emergente movimiento de programación modular, reuniéndose con Larry Constantine, George H. Mealy y varios otros en un simposio de 1968. En la década de 1970, Jackson desarrolló la Programación estructurada de Jackson (JSP). En los 80, con John Cameron, creó Jackson System Development (JSD). Luego, en los 90, desarrolló el Enfoque de marcos problemáticos.
Como investigador a tiempo parcial en AT&T Labs, en colaboración con Pamela Zave, Jackson creó «Distributed Feature Composition»,  una arquitectura virtual para la especificación e implementación de servicios de telecomunicaciones.
Jackson recibió el premio Stevens por métodos de desarrollo de software en 1997. También obtuvo la Medalla de Lovelace de la Sociedad Británica de Computación en 1998.
En 1961, Jackson se casó con Judith Wendy Blackburn; tienen cuatro hijos, uno de los cuales, Daniel Jackson, también es un científico informático que trabaja en el MIT.

## Trabajos - Serie de métodos
Jackson ha desarrollado una serie de métodos. Cada uno de estos métodos cubre un alcance más amplio que el anterior y se basa en ideas que aparecieron, pero que no se desarrollaron completamente en el anterior. La lectura secuencial de sus libros permite seguir la evolución de su pensamiento.

### Programación estructurada de Jackson
La Programación estructurada de Jackson (JSP) fue el primer método de desarrollo de software que desarrolló Jackson. Es un método de diseño de programas y se describió en su libro «Principios de diseño de programas».  JSP cubre el diseño de programas individuales, pero no de sistemas.

### Desarrollo del sistema Jackson
Jackson System Development (JSD) fue el segundo método de desarrollo de software que planteó Jackson. JSD es un método de desarrollo de sistemas no sólo para programas individuales, sino para sistemas completos. JSD se aplica más fácilmente a los sistemas de información, pero puede extenderse sencillamente al desarrollo de sistemas integrados en tiempo real. JSD fue descrito en su libro «System Development».

### Enfoque de marcos problemáticos
El análisis de problemas o el enfoque de marcos problemáticos fue el tercer método de desarrollo de software que planteó Jackson. Se ocupa de aspectos relacionados con el desarrollo de todo tipo de software, no sólo de sistemas de información. Fue esbozado por primera vez en su libro «Requisitos y especificaciones de software» y descrito mucho más detalladamente en «Marcos de problemas». El Primer Taller Internacional sobre Aplicaciones y Avances en Marcos de Problemas se llevó a cabo como parte de ICSE'04 en Edimburgo, Escocia.

## Publicaciones
Los libros de Michael A. Jackson incluyen:
- 1975. Principios del diseño de programas ISBN 0-12-379050-6 .
- 1983. Desarrollo del sistema ISBN 0-13-880328-5 .
- 1995. Requisitos y especificaciones de software ISBN 0-201-87712-0 .
- 1997. Implementación de procesos de negocio
- 2001. Marcos de problemas: análisis y estructuración de problemas de desarrollo de software ISBN 0-201-59627-X .

Muchos de sus ensayos se han recopilado, junto con trabajos de investigación relacionados con su obra, en el libro:
- 2010. Requisitos y diseño de software: el trabajo de Michael Jackson, Bashar Nuseibeh y Pamela Zave, editores. ISBN 978-0-557-44467-0